# 八重樫剛
八重樫 剛（やえがし つよし）は、日本のアマチュアボクシング選手。岩手県花巻市出身。広島アジア大会金メダリスト。岩手県立水沢農業高等学校、東京農業大学卒業。

## 来歴
水沢農業高校3年でインターハイライトウェルター級優勝。東農大進学後の1994年に全日本選手権ライト級初優勝、自国開催の広島アジア大会の日本代表として金メダルを獲得した。翌年も全日本選手権連覇を果たしアトランタオリンピック予選に出場も敗退。
卒業後は母校・水沢農高に教員として赴任し、1997年のなみはや国体を制する。以降は一線を退きボクシング部で指導。
後に花巻農業高校に異動。
2008年に当時のAIBA規定であった34歳を過ぎたため一度引退。
しかし、2013年に規定年齢が40歳に引き上げられたのを受け、翌2014年に岩手県民体育大会で復帰して優勝した。
現在は岩手県立花巻農業高等学校に在職。

## 獲得タイトル
- 1994年アジア競技大会優勝